# Satyrium ilicis
Satyrium ilicis é uma espécie de insetos lepidópteros, mais especificamente de borboletas pertencente à família Lycaenidae.
A autoridade científica da espécie é Esper, tendo sido descrita no ano de 1779.
Trata-se de uma espécie presente no território português.